# کش

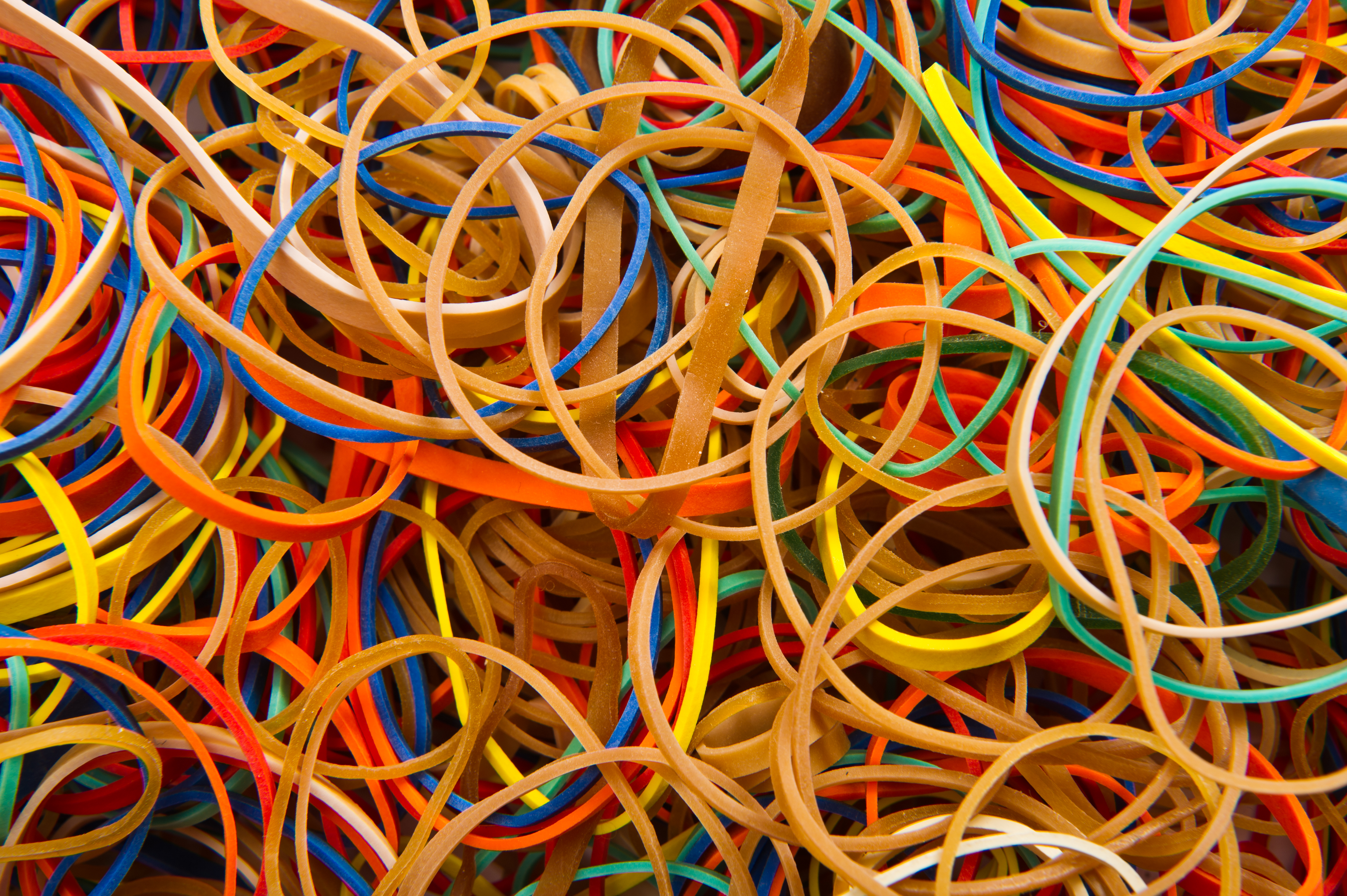
تعدادی کش در رنگ‌های مختلف

کش یک نوار بهداشتی معمولاً ساخته شده از پلاستیک، چرم یا لاتکس است که خاصیت ارتجاعی زیادی دارد.

## تولید
معمولاً کش را از بریدن یک لوله به صورت نوارهای باریک می‌سازند. لوله خودش از یک جنس ارتجای نظیر پلاستیک، لیتکس، چرم یا نظایر آن ساخته می‌شود.